# 6179 Brett
6179 Brett è un asteroide della fascia principale. Scoperto nel 1986, presenta un'orbita caratterizzata da un semiasse maggiore pari a 2,4296943 UA e da un'eccentricità di 0,2139631, inclinata di 23,28981° rispetto all'eclittica.